# 小林健司
小林 健司（こばやし けんじ、1958年1月15日 - ）は、日本の公証人。元検察官。国税庁東京国税不服審判所長や、仙台高等検察庁次席検事兼法務省法務総合研究所仙台支所長、福島地方検察庁検事正等を歴任した。

## 来歴・人物
埼玉県出身。立教大学法学部卒業後、1985年検事任官。仙台地方検察庁公判部長、仙台地方検察庁刑事部長、東京高等検察庁検事、新潟地方検察庁次席検事、財務省国税庁東京国税不服審判所長等を経て、2013年高知地方検察庁検事正。2015年仙台高等検察庁次席検事兼法務省法務総合研究所仙台支所長。2016年福島地方検察庁検事正。2017年退官、赤羽公証役場公証人。